# Mednarodno letališče Phú Quốc
Mednarodno letališče Phú Quốc (IATA kratica PQC, ICAO kratica VVPQ) je javno letališče, ki se nahaja blizu mesta Dương Đông (Phú Quốc) v pokrajini Kiên Giang v osrednjem Vietnamu. 
Gradnja se je začela novembra 2008 in končala v novembru 2012.Letališče je začel delovati 2. decembra 2012. To je nadomestila staro letališče. Zmogljivost je 2,6 milijona potnikov na leto, se bo razširil na 4.000.000 v letu 2020, 7 milijonov leta 2030.

## Destinacije
- Air Mekong - (Hanoi, Hošiminh)
- Vietnam Airlines - (Hanoi, Hošiminh, Can Tho, Rach Gia)
- VietJet Air - (Hošiminh)